# Axel Schur

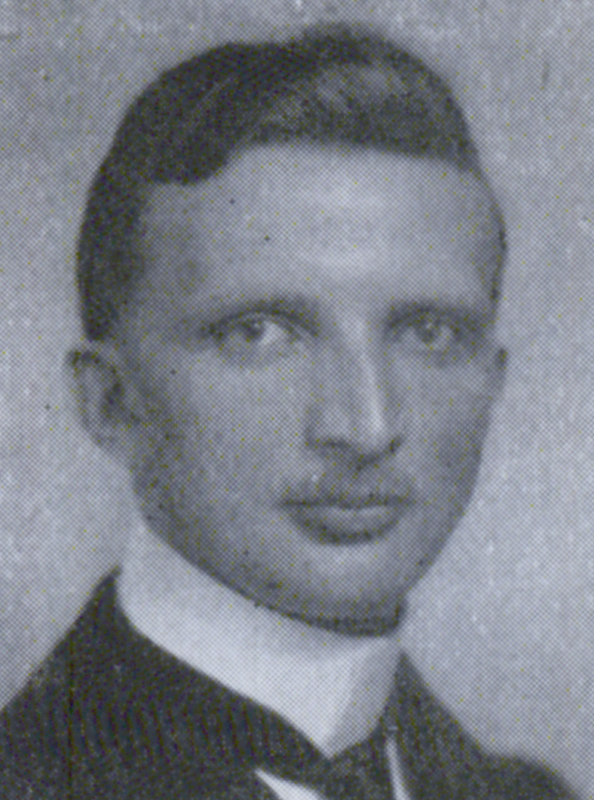
Axel Schur

Ernst Viktor Axel Schur (* 9. Mai 1891 in Dorpat, Estland; † 5. April 1930 in Bonn) war ein deutscher Mathematiker und Hochschullehrer. 

## Leben
Axel Schur, der Sohn des Mathematikers Friedrich Schur, kämpfte im Ersten Weltkrieg von 1915 bis 1918 als Heeressoldat. Danach wurde er 1921 unter Begleitung seines Doktorvaters Emil Hilb an der Julius-Maximilians-Universität Würzburg zum Dr. phil. promoviert. Seine Dissertation von 1920 trug den Titel „Zur Entwicklung willkürlicher Funktionen nach Lösungen von Systemen linearer Differentialgleichungen“ (Springer Verlag, Berlin 1920).
Von 1921 bis 1922 war er Assistent am Mathematischen Seminar der Westfälischen Wilhelms-Universität in Münster. Seit 1923 lehrte er als Privatdozent für Geometrie an der Technischen Hochschule Hannover. Im Jahr 1927 wechselte er als Privatdozent für Geometrie und als Assistent am Mathematischen Seminar an die Rheinische Friedrich-Wilhelms-Universität Bonn.
Der 1921 bewiesene Satz von Schur betrifft ebene Bögen D, die zusammen mit dem Geradensegment, der ihre jeweiligen Endpunkte verbindet eine konvexe Kurve bilden. Sei E ein Bogen mit denselben Eigenschaften und mit derselben Länge wie D. Wenn für die als stetig angenommenen Krümmungen {\displaystyle k_{D}(s)} (für D) und {\displaystyle k_{E}(s)} (für E) in zugehörigen Punkten (selber Wert der Bogenlänge s) beider Kurven gilt {\displaystyle k_{D}(s)\geq k_{E}(s)}. Dann gilt {\displaystyle d\leq e} wobei {\displaystyle d} und {\displaystyle e} die Längen der Geradensegmenten zwischen den Endpunkten der Bögen D bzw. E sind. Die Gleichheit gilt dann und nur dann falls auch die Krümmungen in jedem Punkt gleich sind. Der Satz hat eine Reihe von Anwendungen, so zeigte Lester Dubins 1960, dass daraus das Vier-Vertex-Theorem folgt.

## Veröffentlichungen (Auswahl)
- Über die Schwarzsche Extremaleigenschaft des Kreises unter den Kurven konstanter Krümmung. In: Mathematische Annalen 83, 1921, ISSN 0025-5831, S. 143–148, Digitalisat.